# オランダの中庭
『オランダの中庭』（オランダのなかにわ、蘭: Binnenplaats van een huis in Delft、英: A Dutch Courtyard）は、17世紀オランダ黄金時代の画家ピーテル・デ・ホーホが1658–1660年にキャンバス上に油彩で描いた絵画である。作品は、1937年にアンドリュー・メロンのコレクションから米国のワシントン・ナショナル・ギャラリーに寄贈された。なお、デン・ハーグのマウリッツハイス美術館には、描かれている男性が2人ではなく1人であることを除けば本作と同じ構図の作品『中庭で喫煙する男と飲酒する女』が所蔵されている。

## 来歴
ワシントン・ナショナル・ギャラリーによれば、本作は、アルフレッド・ド・ロスチャイルドのコレクションから彼の非嫡出子の娘、 アルミナ・ハーバート (カーナーヴォン伯爵夫人) に遺贈された。その後、1924年にデュヴィーン兄弟に売却され、さらに1924年11月には、ピッツバーグとワシントンD.C.に居住していたアンドリュー・メロンに売却された。作品は1934年12月に「ピッツバーグA.W. メロン教育慈善信託 (A.W.Mellon Educational Charitable Trust in Pittsburgh)」に譲渡され、その後、1937年にワシントン・ナショナル・ギャラリーに寄贈された。

## 背景

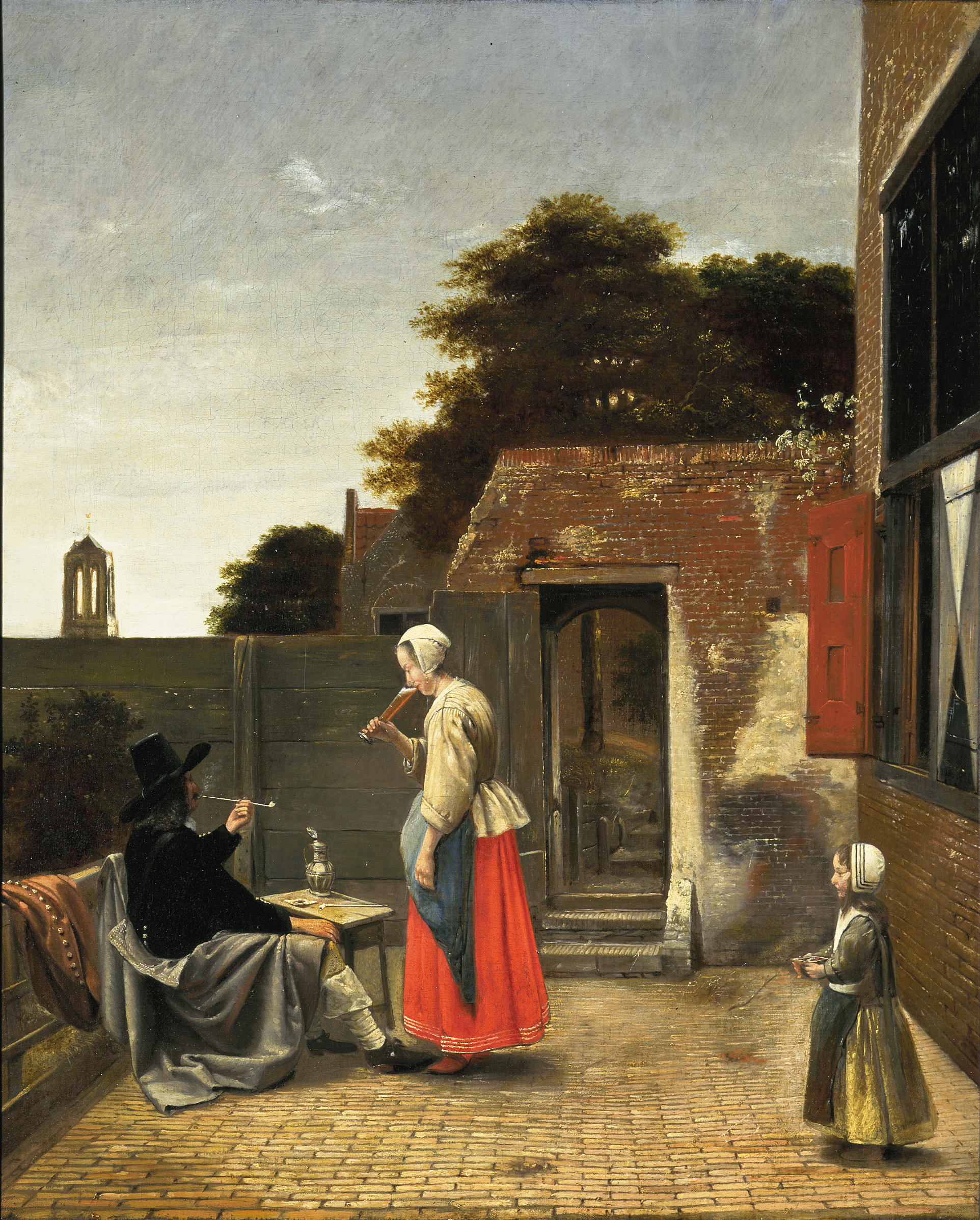
ピーテル・デ・ホーホ 『中庭で喫煙する男と飲酒する女』(1658–1660年) マウリッツハイス美術館

デ・ホーホが初期に描いた年記のない風俗画は、居酒屋と兵隊を描いた飾り気のないものだった。画家は1652年以降、アムステルダムに移った1660年か1661年までデルフトに暮らしたが、1657年頃からは少し上品な室内に人物を配する絵画を描き始める。また、1657年から1660年にかけて、本作のようにデルフトにちなむモティーフを含む中庭を描いた絵画も何点か制作している。本作に見られる、ところどころに漆喰の塗り残しも目につくレンガの壁の微細な描き方は、フェルメールの『小路』(アムステルダム国立美術館) を彷彿とさせる。1660年までの何年間かの間、デ・ホートとフェルメールの間には、互いに腕を競い合うような成り行きがあったらしい。その結果、相手の絵画からヒントを得て、自身も同じように描くことが何度かあった。

## 作品
画面に描かれている日当たりのよい中庭では、女性が細長いグラスでビールを飲み、男性がテーブルに向って座りタバコをくゆらしている。子供がパイプに火をつけるのに使う赤く燃えた石炭の入った壺を運んでくる。女性と子供はどちらも青いエプロンをかけているが、当時この色のエプロンは召使のものと決まっていた。したがって、彼女は明らかに召使であり、子供とともにテラスでくつろぐ紳士に仕えている。
マウリッツハイス美術館に所蔵されている『中庭で喫煙する男と飲酒する女』も本作と同じ構図であるが、テーブルの背後の男性は登場していない。本来、マウリッツハイス美術館の作品にも描かれていたこの男性は、科学的調査で塗り消されたことがわかっている。

## 過去の記述
本作については、1910年に研究者のホフステーデ・デ・フロートにより以下のように記述された。
295番。2人の騎士と1人の女性が飲酒している中庭。ジョン・スミス (美術史家) の補遺、30番。中庭の情景で、その端の2段の階段のある開いたドアが奥の庭に続いており、庭の樹々は低い壁の上に聳えている。左側の前景には、右向きの横側の男性がパイプを吸って座っている。彼は黒いコート、グレーのマントを身に着け、黒い帽子を被っている。右側のテーブルの反対側には、グラスのビールを飲んでいる女性が立っている。彼女は、黄色っぽいグレーの上着を身に着け、赤いスカートを履き、青いエプロンを着けている。テーブルの後ろの男性と女性の間には、もう1人の男性が座っている。彼は、キュイラス (胸当て) を着け、帽子を被っており、鑑賞者の方を向いている。手にジョッキを持ち、笑顔で女性を見上げている。右側から、壺を持った少女が中庭を横切って、やってきている。左側の光景には、デルフトの新教会の尖塔が見える。絵画は、ワンテッジ婦人の絵画 (297番、現在、マウリッツハイス美術館蔵の『中庭で喫煙する男と飲酒する女』) と全く同じであり、違いは、その作品にはテーブルの背後の男性が欠如していることである。空間に比べて人物は非常に小さいが、陽光の効果は精妙に捉えられている。キャンバス、縦30インチと1/2、横25インチと1/2。1903年には、古い複製がオランダの画商の所有であった。 研究者ヴァーゲンによって言及されている (ii. 130)。

- C. S. Roos, Amsterdam, August 28, 1820, No. 51 (600 or 750 florins, Van Eyk).
- (Possibly) S. A. Koopman, Utrecht, April 9, 1847, if Sm. is wrong in saying that it belonged to Baron de Rothschild in 1842. (Compare 299.)
- In the possession of Baron L. de Rothschild, 1842 (Sm.).
- In the collection of Lionel de Rothschild, London.

現在 (1910年)、おそらくアルフレッド・ド・ロスチャイルドの所有。